# Osvoboditev Italije
Osvoboditev Italije je skupni izraz za dogodke, ki so pred zaključkom druge svetovne vojne povzročili propad fašističnega režima in nastanek republike. To so predvsem vojaška dejanja raznih skupin proti nemški okupaciji in Italijanski socialni republiki po razglasitvi premirja, s katerim se je Italija predala Zaveznikom. 
Glavno vlogo pri vojaških operacijah proti Nemcem sta igrala zavezniška vojska in italijansko odporniško gibanje. Časovno so bili Zavezniki prvi direktni nasprotnik Nemcev na italijanskih tleh, saj je prišlo do prvih spopadov že julija 1943 med invazijo na Sicilijo. Italijanska komponenta se je vključila v bojevanje po 3. septembru, ko je kraljeva vojska ostala brez vodstva in smernic in so se vojaki opredelili le po osebnih prepričanjih. Nekateri so ostali zvesti kralju in njegovi Južni kraljevini (Regno del Sud). Drugi so se čutili dolžne, da podprejo Mussolinijevo republiko. Nekateri so enostavno odvrgli orožje in se vrnili domov. Velika večina ni mogla sprejeti nobene od teh alternativ in se je poskrila po gozdovih, kjer je nastalo odporniško gibanje, ki je začelo kmalu tudi odkrito delovati. Južna kraljevina, to je ostanek Kraljevine Italije, je formalno napovedala vojno Nemčiji 13. oktobra, a nekatere skupine odporniškega gibanja so bile tedaj že popolnoma aktivne.
Poleg vojaških posegov je treba upoštevati tudi spontane civilne proteste in vstaje ter parlamentarno dejavnost kraljevine v obdobju med 3. septembrom 1943 in 25. aprilom 1945, ko se je v Italiji uradno zaključila druga svetovna vojna.

## Zavezniki
Načrti Zaveznikov so predvidevali napad na sile osi iz več strani, med katerimi je bila najpomembnejša nevtralizacija Italije. Na ta način naj bi Nemčija ostala brez edinega evropskega zaveznika, medtem ko bi anglo-ameriške vojske pridobile več letalskih oporišč v neposredni bližini nadaljnih bitk v osrčju Evrope. Z dobro mero hinavščine so Zavezniki preimenovali pridobitev Apeninskega polotoka v osvoboditev Italije in so s tem imenom tudi označili invazijo. Niso pa predvideli, da bo na to potezo Nemčija dobro pripravljena, zato se je celotna operacija razpotegnila v skoraj dveletno bojevanje. Niti niso Zavezniki resno vzeli v poštev italijanske pripravljenosti na sodelovanje, zato so na eni strani podcenili napadalnost Socialne republike RSI, po drugi strani pa prav tako niso jemali resno odločitev Kraljevine. Dejansko je bilo italijansko ozemlje za Zaveznike nekakšna nikogaršnja zemlja, ki so jo lahko brez problema bombardirali in uničevali, pri tem pa pozabili, da so jo prišli osvobodit.

## Odporniško gibanje
Obstoj in delovanje italijanskega odporniškega gibanja se istoveti z zgodovino Odbora za narodno osvoboditev CLN, ki je bil začetnik in organizator vseitalijanskega upora fašizmu. Politični upor se je sicer začel že v letih 1925-1926 z ilegalnimi publikacijami Pietra Nennija in Carla Rossellija. Slednji je tudi že leta 1929 ustanovil antifašistično gibanje Giustizia e Libertà, krajše samo GL, ki je bilo pozneje ena od vodilnih vej oborožene vstaje. Eden od zgodnjih pojavov antifašizma je bila tudi slovenska organizacija v Gorici, ki je delovala že leta 1941 in ki je bila podlaga za poznejšo prvo divizijo garibaldincev v sklopu NOV in POJ. 
Vendar se je splošno odporniško gibanje začelo izoblikovati šele po marčnih stavkah leta 1943. Te stavke, nastale predvsem v mestih severne Italije zaradi ekonomske stiske in pomanjkanja živil, so poostrile nasprotovanje režimu in splošno zahtevo po spremembah. Po enem letu so nove stavke bile že odkrito naperjene proti fašizmu in nacizmu. 
Aprila 1944 so prve partizanske skupine, predvsem vojaki bivše kraljeve vojske, zapustile gozdove
  in stopile v stik s stavkajočimi. S skupnimi močmi so zasedli večino tovarn, ki so še bile v nemških in fašističnih rokah. Posledice so bile dvojne: po eni strani so se zaradi preganjanja oblasti mnogi vidni voditelji upora morali podati med partizane, po drugi strani pa je prav represija podžgala vnemo tovarniških organizacij GAP in SAP. Čeprav zahteve stavkajočih niso dosegle večjih ekonomskih sprememb, so ti dogodki znatno okrepili odporniško gibanje.
Doprinos odporniškega gibanja k osvoboditvi Italije je bistvenega zgodovinskega pomena. Oboroženi spopadi z nemškimi okupatorji in z vojaki Socialne republike so se vrstili skozi vse obdobje njegovega obstoja in so v veliki meri prispevali k propadu fašizma. Neštete represivne akcije in povračilni ukrepi s strani Nemcev so stalno redčili odporniške vrste, vendar se je gibanje kar naprej širilo med prebivalstvom. Zato se odporniško gibanje obravnava kot izraz vsesplošnega upora Italijanov. Nekateri zgodovinarji so celo mnenja, da je bila prav sporazumna zamrznitev političnih prepričanj, ki je dovolila uspešno delovanje odporniškega gibanja, dejanska podlaga poznejši ideološki odprtosti in politični razvejanosti Republike Italije. 

## Ljudske vstaje
Splošno nezadovoljstvo, ki ga je med prebivalstvom povzročila septembrska predaja, je bilo povod za veliko ljudskih protestov, ki so pogostoma prešli v oborožen spopad z oblastmi in okupatorjem. Prvi taki dogodki so bili seveda zatrti in težko maščevani. Vredno je omeniti delavce tržiške ladjedelnice, ki so jih Nemci po 15 dneh boja ugonobili. V Piemontu je Ignazio Vian organiziral vstajo proti esesovcem, po kateri je bilo mesto Boves požgano in 25 prebivalcev ubitih. V obeh primerih gre za organizirane skupine civilistov, ki so posegli po orožju, torej za prve partizane.
Bolj spontani in neorganizirani so bili razni upori meščanov, ki so jih nemška omejevanja in represije privedle na rob obupa. Tako so v Materi kraljevi vojaki in financarji oborožili protestnike, ki jim je uspelo, da so omejili represalije umikajočih se nemških čet, čeprav so pri tem utrpeli 15 žrtev. Bolj znani so štiri neapeljski dnevi, ko je civilno prebivalstvo, sprva samo neoborožene ženske, napadlo in pregnalo okupatorje. Taki in podobni protesti so se odvijali povsod po polotoku, vendar se večina vključuje v zgodnja dejanja vsesplošnega odporniškega gibanja.

## Južna kraljevina
Izraz Južna Kraljevina je zgodovinska in novinarska oznaka za Kraljevino Italijo, ki se je po septembru 1943 skrčila na tiste dele Apeninskega polotoka, ki jih Zavezniki niso vojaško okupirali, ker so potrebovali legitimnega predstavnika Italijanov v boju proti Nemcem in proti nepriznani Mussolinijevi Socialni republiki. V ta namen so ostale nezasedene (čeprav seveda nadzorovane) pokrajine Bari, Brindisi, Lecce, Taranto in Sardinija, ki so torej sestavljale Kraljevino Italijo pod vlado Pietra Badoglia.
Med prvimi listinami, ki jih je odobrila Južna Kraljevina, začasno nastanjena v Brindisiju, je bilo tako imenovano “dolgo premirje”, ki je dopolnjevalo “kratko premirje” iz Cassibila. Glavni dodatek je zavezniška izjava, da se pogoji predaje ublažijo sorazmerno s sodelovanjem Italije v boju proti Tretjemu Rajhu. V kratkem je zato sledila napoved vojne Nemčiji (13. oktobra), ki je zaznamovala prehod Kraljevine od sil osi v zavezniški tabor; ta kraljeva odločitev je povzročila takojšnjo ostro reakcijo nemške vojske proti prebivalstvu, a se je po vojni izkazala odločilnega pomena za usodo italijanskega naroda.
Februarja so Zavezniki odstopili Kraljevini administracijo Sicilije, južne Italije in sploh vseh ozemelj, ki so jih postopoma osvajali, razen Neaplja in nekaterih vojaških oporišč. Badoglieva vlada je bila močno okrnjena, saj je veliko njenih predstavnikov ostalo v še ne osvobojenem Rimu, zato je bila potrebna nova vlada s sedežem na osvojenem ozemlju. Po prizadevanju Togliattija in po nasvetih poznejšega prvega republiškega predsednika De Nicola so predstavniki oblasti in političnih strank odločili, da trenutno zamrznejo politična prepričanja in skupaj sestavijo koalicijsko vlado. Tako je bila dne 22. aprila 1944 v Salernu vzpostavljena prva po-fašistična vlada (imenovana Badoglio II.), ki so jo sestavljali: krščanski demokrati (DC), komunisti (PCI), socialni proletarci (PSIUP), liberalci (PLI), aktisti (PdA), vojaki, neodvisni. Takoj po osvoboditvi Rima 5. junija 1944 je vlada odstopila; 18. junija jo je nasledila vlada Bonomi, prva od tranzitornih vlad, ki so privedle do republike.

## Žrtve osvoboditve
Osvoboditev Italije je zahtevala visoko število žrtev med Italijani, in sicer:
- Okoli 45.000 mrtvih v boju ali v zaporih[8]
- Okoli 20.000 pohabljenih ali invalidov[9]
- Okoli 3.000 mrtvih pri sodelovanju z zavezniškimi bojevniki[10]
- Od skupno 35.000 partizank[11] in 70.000 pripadnic formacij GDD[opombe 3] je bilo 4.653 aretiranih in mučenih, 2.750 deportiranih v Nemčijo, 2.812 usmrčenih, 1.070 padlih v boju, 19 odlikovanih z zlato medaljo hrabrosti[12][13]
- Od vojakov, ki so po predaji nastopili proti Nemcem, je umrlo okoli 45.000 oseb (34.000 pripadnikov pehote, 9.000 mornarice, 2.000 letalstva) [14], in sicer 20.000 v Italiji, 10.000 na Balkanu, 13.400 na morju[15]
- Od okoli 600.000 italijanskih vojakov deportiranih v Nemčijo in Poljsko je umrlo 41.432 oseb[16]
- Okoli 40.000 deportiranih civilistov, od katerih 7.000 judov; vrnilo se jih je okoli 10 %[17]
- Okoli 10.000 mrtvih civilistov med represalijami[18]
- Med septembrom 1943 in aprilom 1945 so Nemci (bodisi Wehrmacht kot SS) in Salojski Italijani izvedli preko 400 pobojev (z najmanj osmimi usmrtitvami), skupno okoli 15.000 mrtvih partizanov, civilistov in judov[19]